# Клаусен, Йенс Кристиан
Йенс Кристиан Клаусен (11 марта 1891, Эскильструп Дания - 22 ноября 1969, Станфорд Калифорния США) — американский ботаник, член Национальной АН США.

## Биография
Родился Йенс Клаусен 11 марта 1891 года в Эскильструпе. В 1920 году окончил Копенгагенский университет. В 1931 году переехал в США, где устроился на работу в отделение биологии растений Института Карнеги в Станфорде (Калифорния), одновременно читал лекции в различных учебных заведениях. С 1951-по 1969 год занимает должность профессора биологии в университете Карнеги.
Скончался Йенс Клаусен 22 ноября 1969 года в Станфорде.

## Научные работы
Основные научные работы посвящены экологии растений, исследованию экотипов в пределах вида, генетической обусловленности видовых различий, наследственности, влиянию факторов внешней среды на растения.
- В своих трудах осуществил синтез теории естественного отбора с генетикой и экологией.

## Членство в обществах
- Член Американской академии наук и искусств.
- Член Королевской шведской академии наук.
- Член ряда академий наук и научных обществ.